# حفاظ معماري

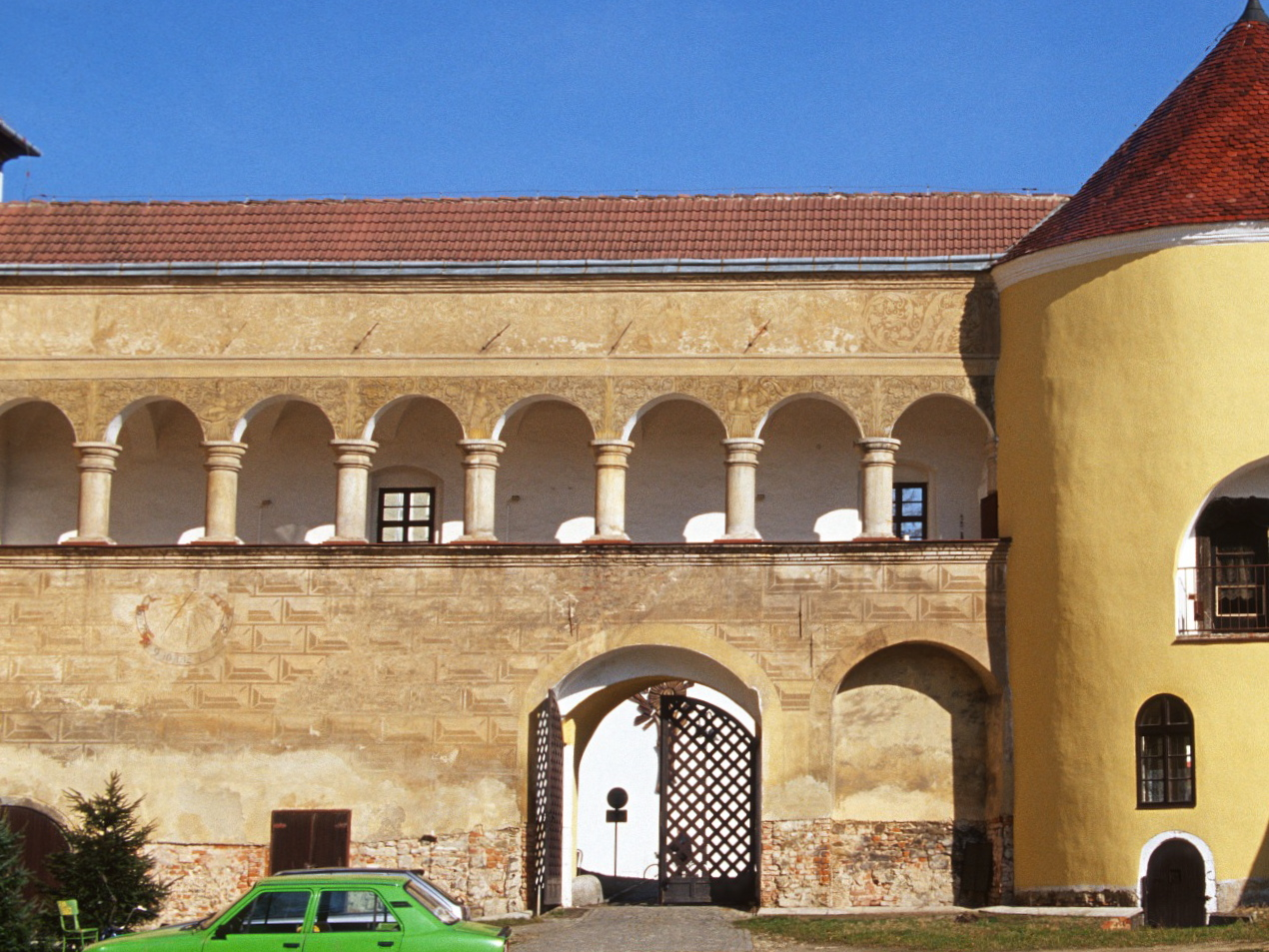
باب قلعة قبل الترميم.

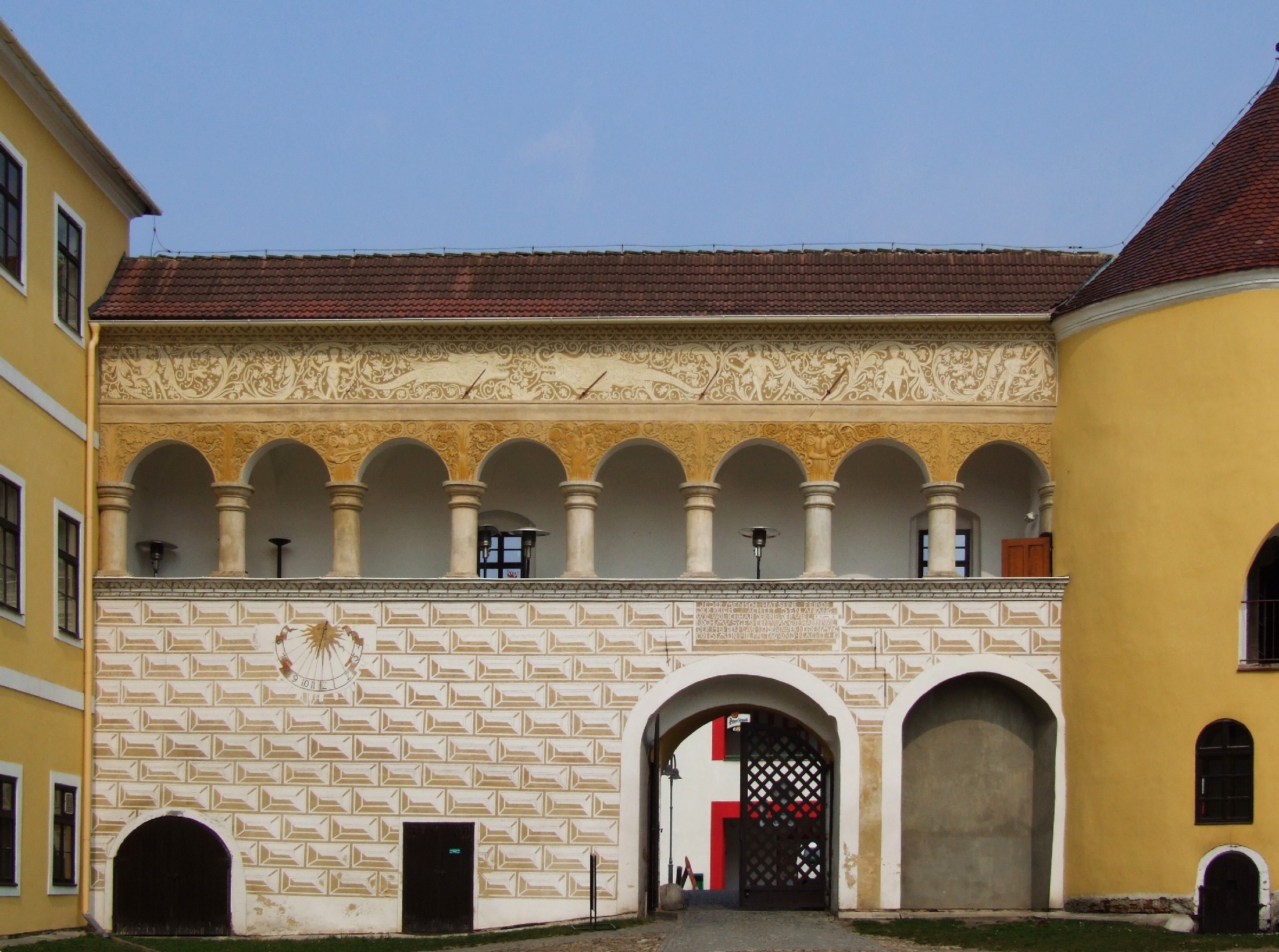
نفس القلعة بعد الترميم.

الحفاظ المعماري هو عمليّة تصف تجديد أو إعادة بناء أي عنصر في المبنى أو المدينة. تشمل هذه المرحلة مجموعة واسعة من الأنشطة، من تنظيف الواجهة الخارجيّة للمباني إلى توحيد الأساسات. كما يتم من خلالها تكامل سلامة المواد والتصميم المعماري لأي تراث مبني من خلال التدخّلات المُخطَّط لها بعناية، كما تُعتبر قرارات توقيت وكيفيّة المشاركة في هذه التدخّلات أمرًا حاسمًا من أجل ترميم وحفاظ الإرث الثقافي في نهاية المطاف.
يُعرَف الفرد المُنخرط في هذا المجال باسم مُرمِّم معماري، والذي يعتمد باتخاذ قراره على القيمة، إذ عادةً ما يتم النظر إلى مجموعة من القيم الفنيّة والسياقيّة والإعلاميّة. وقد يكون قرار عدم التدخّل في بعض الحالات خيارًا مناسبًا.

## تاريخ
نشطت خلال القرنين الثامن عشر والتاسع عشر حركة معنيّة بالحفاظ المعماري بشكل عام، والحفاظ على المباني القديمة بشكل خاص. تم اعتبار هذه الحركة ردًا على الحداثة من المنظور المعماري المقابل لها، والتي تجنّبت التعلّق العاطفي بالمباني والمنشآت القديمة لصالح التقدّم والتطور التقني والمعماري. أما المباني التي كانت لا تزال قائمة قبل تلك الفترة، فقد كان معظمها له أهميّة ثقافيّة أو دينيّة، أو لم يتم اكتشافه بعد.

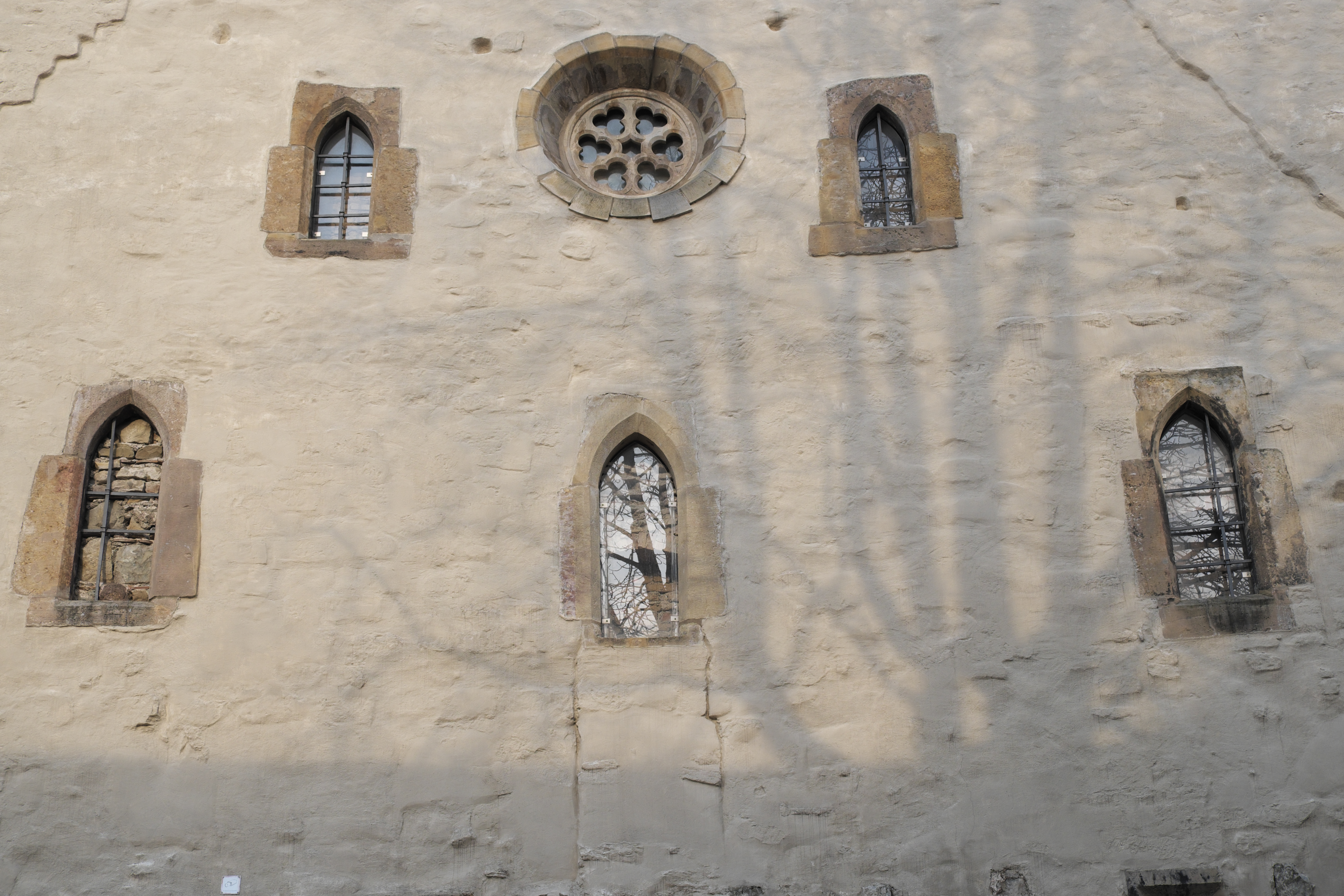
نوافذ مبنى مُرمَّمة تعود لعام 1270 في إرفورت، ألمانيا.

لقد حدث تطور بحركة الحفاظ المعماري في وقت حصل فيه اكتشافات أثريّة كبيرة وتقدّم علمي، إذ بدأ المختصّون في هذا المجال في رؤية أمثلة مختلفة للعمارة على أنها صحيحة أو غير صحيحة. وبفعل ذلك، نشأت مدرستان فكريّتان في مجال الحفاظ على المباني: الحفاظ/ المحافظة، والترميم.
الحفاظ/ المحافظة: أشار هذا المصطلح إلى مدرسة الفكر المعماري التي شجعت على اتخاذ تدابير من شأنها حماية المباني والحفاظ عليها في حالتها الحالية، أو منع المزيد من الضرر والتدهور. وقد رأت هذه المدرسة الفكرية أن التصميم الأصلي للمباني القديمة صحيح كما هو. هناك اثنان من المؤيدين الرئيسيين للحفظ والمحافظة في القرن التاسع عشر: الناقد الفني جون راسكن والفنان ويليام موريس.
الترميم: هو فكر المحافظة على البيئة التي تعتقد أن المباني التاريخيّة يمكن تحسينها، بل وأحيانًا تكتمل باستخدام المواد والتصاميم والتقنيات الحاليّة. وبهذا، فهي تشبه إلى حد كبير نظريّة عمارة الحداثة، باستثناء أنها لا تدعو إلى تدمير المنشآت القديمة. يُعد المعمار الفرنسي يوجين فيوليت لو دوك واحدًا من أكثر المؤيدين والمتحمسين لهذه المدرسة الفكريّة في القرن التاسع عشر.

## النظريات الحالية

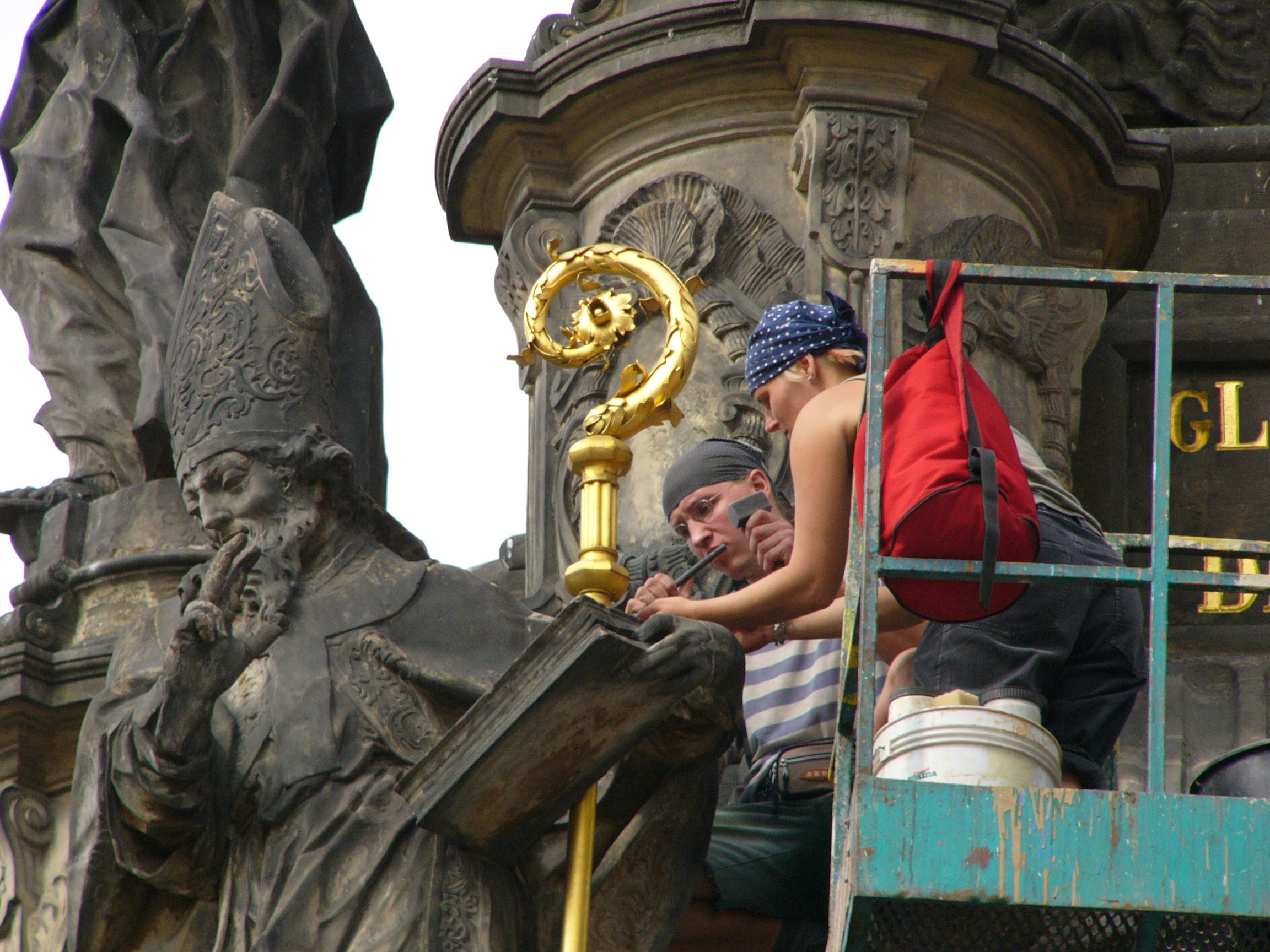
الحفاظ والمراجعة على أحد المباني التاريخيّة في جمهوريّة التشيك.

قامت وزارة الداخليّة في الولايات المُتحدة الأمريكيّة بتعريف عدد من المقاربات العلاجيّة للحفاظ المعماري على النحو التالي:
- المحافظة، «تتم المحافظة على الأماكن عالية القيمة من خلال حماية النسيج التاريخي بالكامل بالصيانة والتصليح. إنها سلسلة متصلة مع مرور الوقت من خلال الإشغال المتتالي، والتغييرات والتعديلات التي يتم إجراؤها.» [2]
- إعادة التأهيل، «التركيز على الاحتفاظ بالمواد التاريخيّة وإصلاحها، ولكن يتم توفير مزيد من حريّة العمل بالاستبدال لأنه من المُفترض أن تكون المُلكيّة أكثر تدهورًا قبل العمل. كما تركّز معايير كل من المحافظة وإعادة التأهيل على الحفاظ على تلك المواد والميّزات والتشطيبات والمساحات والعلاقات المكانيّة التي تعطي المُلكيّة شخصيّتها التاريخيّة.» [2]
- الترميم، «يركّز على الاحتفاظ بالمواد الأصليّة من أهم وقت في تاريخ المُلكيّة، مع السماح بإزالة المواد من فترات أخرى.» [2]
- إعادة البناء، «تحدِّد فرصًا محدودة لإعادة إنشاء موقع غير حي أو مساحات خارجيّة أو بناء بمواد جديدة بشكل كامل.» [2]

## وصلات خارجية
- مفهوم إعادة الاستخدام للمباني الأثرية